# Fábio Lima (muzikant)
Fábio Rodrigo de Lima (Curitiba, 7 april 1982), beter bekend als Fábio Lima of zijn alias Guitar Gamer, is een Braziliaans muzikant, multi-instrumentalist en youtuber.

## Carrière
Lima begon met gitaarspelen nadat hij gitarist Waldomiro Prodócimo had ontmoet. Hij studeerde onder Luíz Cláudio Ribas Ferreira aan de Escola de Música e Belas Artes do Paraná. Hij behaalde een Master of Arts aan de Royal Academy of Music in Londen, waar hij les kreeg van bekende musici als David Russell en Michael Lewin.
In 2023 en 2024 was Lima te zien in twee filmpjes van Lord Vinheteiro, waarin ze samen speelden.
Op zijn YouTubekanaal speelt hij onder meer covers van klassiekemuziekstukken, bekende hedendaagse nummers en geeft hij gitaarles en -instructies. Ook deelt hij er zelfgeschreven nummers en werkt hij soms samen met andere artiesten.

## Discografie
- 2016 - Quintal Florido (album)

## Prijzen
Lima won de volgende prijzen:
- 2007 - 1e plaats in de 26e Latijns-Amerikaanse Rosa Mística-competitie
- 2007 - 1e plaats in de 18e nationale Souza Lima-wedstrijd
- 2008 - 1e plaats op het derde nationaal concours van Cantareira
- 2008 - 1e plaats op het eerste Nationale Solistenconcours van Heitor Villa-Lobos
- 2008 - Viel als enige gitarist in de prijzen bij het concours voor solisten van het Música no Museu-project, Rio de Janeiro
- 2010 - 1e plaats in het 6e internationaal concours van Fenavipi
- 2012 - Winnaar van de Julian Bream Prize in Londen[4][8]